# Червеноопашат фетон
Червеноопашатият фетон (Phaethon rubricauda) е вид птица от семейство Phaethontidae.

## Разпространение и местообитание
Разпространен е в Австралия, Бангладеш, Британска индоокеанска територия, Гуам, Индия, Индонезия, Канада, Китай, Кокосови острови, Коморските острови, Мавриций, Мадагаскар, Майот, Малки далечни острови на САЩ, Маршалови острови, Мексико, Микронезия, Мозамбик, Нова Зеландия, Нова Каледония, Норфолк, Остров Рождество, Палау, Питкерн, Реюнион, САЩ, Северни Мариански острови, Сейшелите, Соломоновите острови, Тонга, Уолис и Футуна, Филипините, Френска Полинезия, Чили, Южна Африка и Япония.